# S530

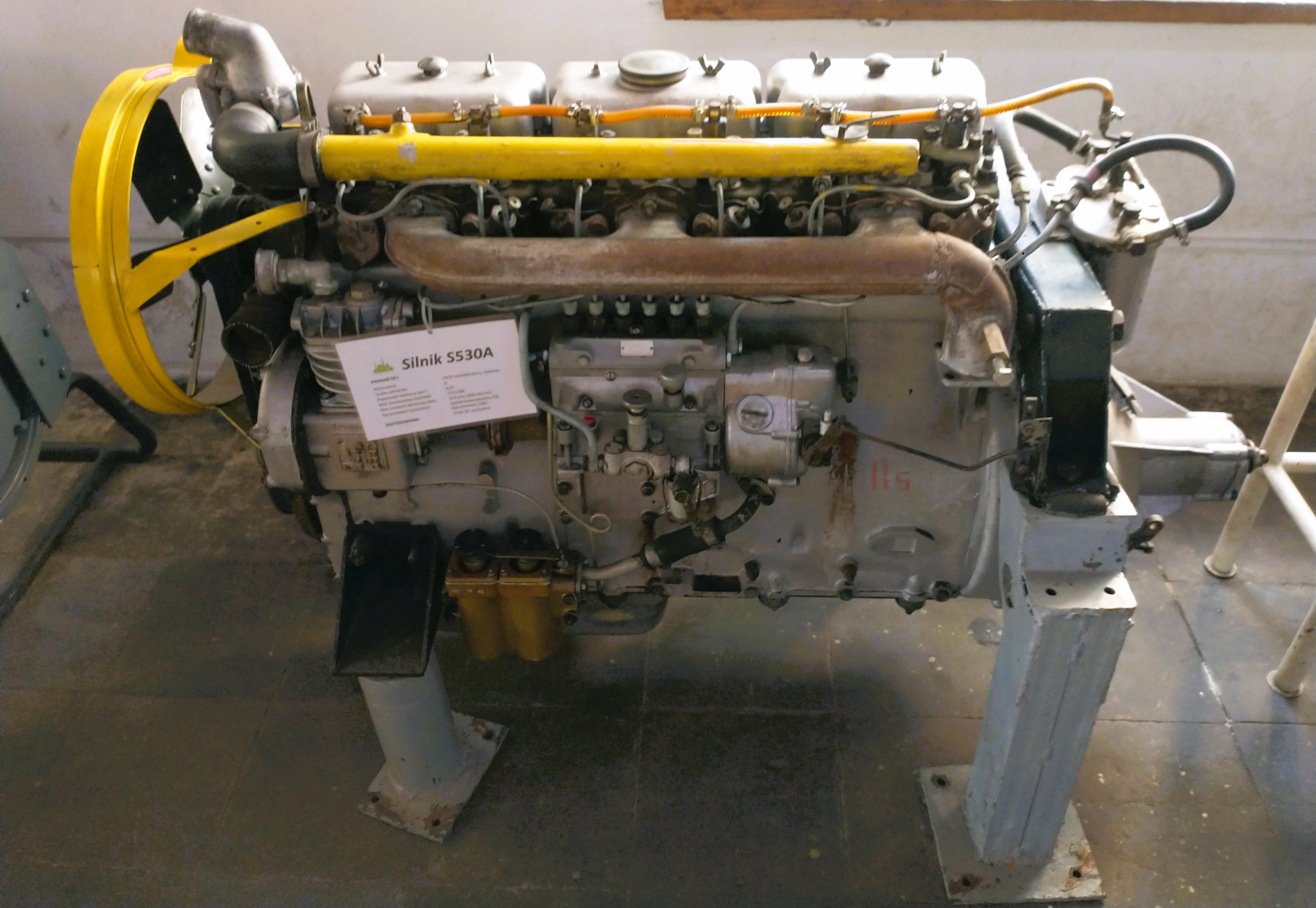
Silnik S530A

S530 (oraz S530A) – polski stukonny, rzędowy silnik wysokoprężny opracowany przez Fabrykę Samochodów Ciężarowych „Star” w 1967.

## Historia
Pierwszym wyprodukowanym w Polsce silnikiem wysokoprężnym był silnik S53 o mocy 100 KM oraz momencie obrotowym 31 kGm. Jego rozwojową odmianą był silnik S530, który w latach 1965–1968 zmodernizowano w PIMot i FSC po przeprowadzeniu prac konstrukcyjno–badawczych. Modernizacja dotyczyła głównie zagadnień procesu spalania, układu rozrządu, układu korbowo-tłokowego i paliwowego. Usprawnień dokonano we współpracy z instytutem AVL w Grazu pod kierownictwem prof. Lista (umowę podpisano 28 września 1967; AVL miał wykonać zadanie w dwa lata). W wyniku tego powstał silnik typu 359 o mocy 150 KH i momencie 44 kGm, jak również nowoczesnym procesie spalania. Następnie przeprowadzono w Ośrodku Badań Silników FSC w Starachowicach (w kooperacji z PIMot) kolejne prace konstrukcyjno-badawcze, a także wdrożeniowe, które miały na celu unifikację silnika S530 z 359 (przede wszystkim w zakresie wałów korbowych, korbowodów i kadłubów).  Wspólnie z WITPiS przystosowano również ten silnik do wielopaliwowości.

## Parametry
Główne parametry silnika:
- data opracowania konstrukcji: 1967,
- liczba cylindrów: 6[1],
- pojemność skokowa: 6,25 dm³,
- moc znamionowa (kW/KM): 73,5/100,
- maksymalny moment obrotowy (Nm): 324 przy 1600 obrotów na minutę,
- zastosowanie w samochodach: Star 28, Star 266[1] i pochodnych[3].